# Masubi
Masubi (en francès Mazuby) és un municipi francès situat al departament de l'Aude i a la regió d'Occitània.